# Municipio de Victoria (Iowa)
El municipio de Victory (en inglés: Victory Township) es un municipio ubicado en el condado de Guthrie en el estado estadounidense de Iowa. En el año 2010 tenía una población de 861 habitantes y una densidad poblacional de 9,05 personas por km².

## Geografía
El municipio de Victory se encuentra ubicado en las coordenadas 41°44′21″N 94°27′37″O / 41.73917, -94.46028. Según la Oficina del Censo de los Estados Unidos, el municipio tiene una superficie total de 95.13 km², de la cual 92.37 km² corresponden a tierra firme y (2.89 %) 2.75 km² es agua.

## Demografía
Según el censo de 2010, había 861 personas residiendo en el municipio de Victory. La densidad de población era de 9,05 hab./km². De los 861 habitantes, el municipio de Victory estaba compuesto por el 97.44 % blancos, el 0 % eran afroamericanos, el 0.12 % eran amerindios, el 0.46 % eran asiáticos, el 0 % eran isleños del Pacífico, el 1.16 % eran de otras razas y el 0.81 % pertenecían a dos o más razas. Del total de la población el 2.09 % eran hispanos o latinos de cualquier raza.